# Echeveria chilonensis
Echeveria chilonensis là một loài thực vật có hoa trong họ Crassulaceae. Loài này được (Kuntze) E.Walther miêu tả khoa học đầu tiên năm 1935.